# Michael Mols

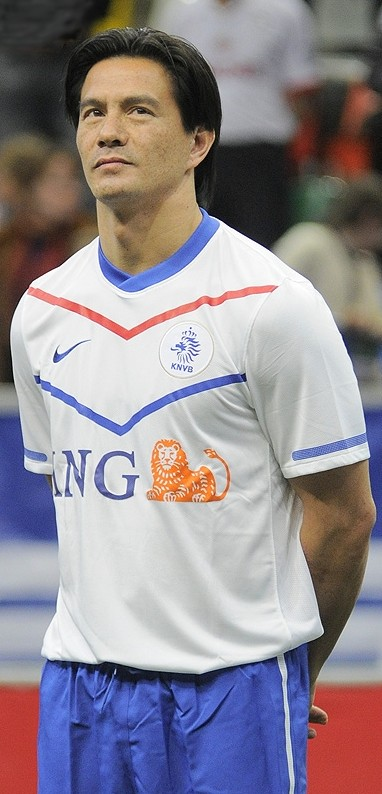
Michael Mols alla 2011 Legends Cup

Michael Mols (Amsterdam, 17 dicembre 1970) è un ex calciatore olandese, di ruolo punta centrale.

## La carriera di Michael Mols
Michael Mols iniziò la propria carriera professionista nella stagione 1990-1991 tra le file dell'Ajax con cui però non fece mai una apparenza. Nella stagione 1991-1992 venne acquistato dal Cambuur per 68 mila €, col Cambuur farà una stagione e mezzo (nell'inverno del 1993 si trasferirà al Twente), in cui metterà a segno 13 gol in 43 presenze. Dopo l'esperienza al Cambuur, il Twente trova un accordo col giocatore che lascerà il Cambuur per trasferirsi a titolo definitivo al Twente il 5 febbraio 1993 per un costo di 545 mila €. Al Twente farà 4 anni mettendo a segno 26 gol in 107 presenze. Il 1 luglio del 1996 si trasferirà all'Utrecht che acquistò il giocatore come parametro zero, all'Utrecht Mols segnerà 49 gol in totale tra 3 anni alla squadra, le stagioni all'Utrecht porteranno Mols a una delle sue campagne per Club di maggior successo perché non riuscirà più a segnare 40 o più gol per lo stesso club anche nell'arco di più anni. Dopo l'esperienza all'Utrecht Mols si trasferisce ai Rangers per 6,40 milioni di euro, con la maglia dei Rangers segnerà 38 gol in 98 presenze e vincerà 7 titoli. Mols ai Rangers diventerà 2 volte campione di Scozia (1999-2000; 2002-2003), 2 volte vincitore della supercoppa Scozzese (2001-2002; 2002-2003) e 3 volte campione della coppa Scozzese (1999-2000; 2001-2002; 2002-2003). Dopo il periodo ai Rangers ritornerà all'Utrecht il 1 gennaio del 2005 come parametro zero, con l'Utrecht farà una sola stagione prima di andare, il 1 luglio 2005, all'ADO Den Haag sempre come parametro zero. Nel 2007 il Feyenoord si interessa al giocatore e lo porta a Rotterdam come parametro zero. L'esperienza al Feyenoord gli porterà il suo ultimo trofeo che sarà una coppa d'Olanda vinta nella stagione 2007-2008. Si ritirerà nel 2009 dopo aver messo a segno 149 gol in 490 presenze in tutta la sua carriera professionistica.